# Bacabal

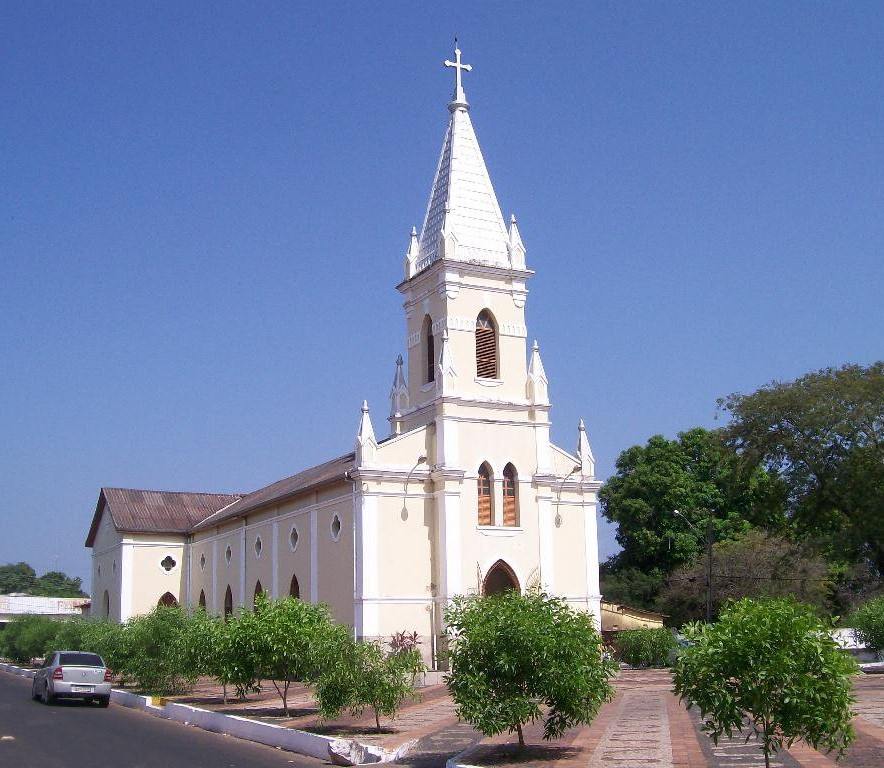

Bacabal est une ville brésilienne du centre de l'État du Maranhão. Elle se situe par une latitude de 04° 13' 30" sud et par une longitude de 44° 46' 48" ouest, à une altitude de 38 mètres. Sa population était estimée à 96 883 habitants en 2006. La municipalité s'étend sur 1 683 km².

## Maires
| Période | Période | Identité               | Étiquette | Qualité |
| ------- | ------- | ---------------------- | --------- | ------- |
| 2009    | 2012    | Raimundo Nonato Lisboa | PDT       |         |

## Football
- Bacabal EC